# Novonikolaevskij
Novonikolaevskij (in russo Новониколаевский?) è un villaggio operaio della Russia europea, situato nell'oblast' di Volgograd; è il centro amministrativo del rajon Novonikolaevskij.
Si trova 310 km a nord-ovest di Volgograd.